# 3271 Ul
3271 Ul là một Amor asteroid với chu kỳ quỹ đạo là 1113.1825740 ngày (3.05 năm).
Nó được phát hiện ngày 14 tháng 9 năm 1982.